# 이반 2세

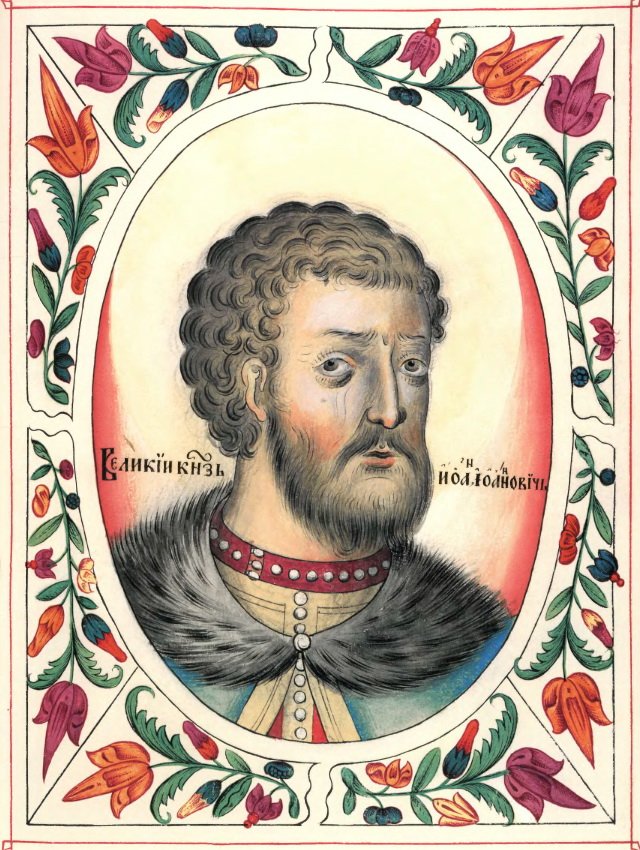
이반 2세

이반 2세(러시아어: Иван II Иванович 이반 이바노비치[*], 1326년 3월 30일 ~ 1359년 11월 13일)는 모스크바 대공국의 대공(재위: 1353년 4월 27일 ~ 1359년 11월 13일)이다. 류리크 왕조 출신이며 공정한 이반 2세(러시아어: Иван II Иванович Красный 이반 크라스니[*])라는 별칭으로 부르기도 한다.

## 생애
이반 1세 대공의 둘째 아들로 태어났다. 대공에 즉위하기 이전에는 루자(Ruza), 즈베니고로드(Zvenigorod)를 자신의 영지로 삼았다.
1353년 자신의 형인 시메온 이바노비치 대공이 흑사병으로 사망하면서 모스크바 대공으로 즉위했다. 집권 초기에는 서부에서 세력을 확장하고 있던 리투아니아와 동맹을 맺고 몽골 제국에 대항했지만 모스크바 대공국은 킵차크 칸국에 복속되고 만다.
키예프의 알렉세이 동방 정교회 대주교로부터 폭넓은 지원을 받았으며 보롭스크, 베레야를 포함한 모스크바 남동부를 모스크바 대공국에 편입시켰다. 1359년 11월에 사망했으며 그의 시신은 모스크바 크렘린의 성 대천사 대성당에 안치되었다.
| 전임 시메온 이바노비치 | 모스크바 대공 1353년 4월 27일 ~ 1359년 11월 13일 | 후임 드미트리 돈스코이 |